# Мар'янівка (Олександрівська селищна громада)
Мар'я́нівка — село в Україні, в Олександрівській селищній громаді Кропивницького району Кіровоградської області. Населення становить 2 особи.

## Населення
Згідно з переписом УРСР 1989 року чисельність наявного населення села становила 5 осіб, з яких 3 чоловіки та 2 жінки.
За переписом населення України 2001 року в селі мешкали 2 особи. 100 % населення вказало своєю рідною мовою українську мову.